# Kateřina Ronovská
Kateřina Ronovská (* 9. června 1974 Brno) je česká právnička a profesorka působící na katedře občanského práva Právnické fakulty Masarykovy univerzity v Brně, od srpna 2023 ústavní soudkyně a místopředsedkyně Ústavního soudu ČR. Věnuje se soukromému právu, zejména pak tématu osob v právním smyslu a problematice nadačního a spolkového práva v evropském kontextu. Spolupracuje s řadou českých nadací a dalších organizací neziskové sféry.

## Vzdělání
Po studiu na brněnském gymnáziu absolvovala magisterské studium práva na Masarykově univerzitě v Brně, kde také v rigorózním řízení získala titul JUDr. Doktorské studium na katedře občanského práva PrF MU zakončila disertací pojednávající o soukromoprávních aspektech nadačního a spolkového práva. V roce 2012 se stala docentkou po obhajobě habilitační práce s názvem Nadace v Evropě: Koncepce, funkce, vývojové tendence.

## Profesní kariéra
Od roku 1999 působí na katedře občanského práva PrF MU, nejprve jako odborná asistentka a od roku 2012 jako docentka. V roce 2019 se stala vedoucí katedry. V roce 2021 byla prezidentem České republiky jmenována profesorkou občanského práva. Vyučuje kurzy zaměřené na soukromé právo, zejména se věnuje nadačnímu právu, právu neziskových organizací, osobám v právním smyslu a ochraně osobnosti. Absolvovala několik zahraničních stáží, mimo jiné na univerzitách v Německu, Švýcarsku a Nizozemí. Podílela se také na řešení mnoha akademických projektů (vnitrostátních i mezinárodních).
Mimo akademickou oblast působí v několika tuzemských i zahraničních odborných společnostech a expertních skupinách. Je členkou Working group of European Law Institute on European Foundation Statute (Vídeň), The European Research Network on Philanthropy (Amsterdam), Společnosti pro výzkum neziskového sektoru (Brno) či ALUMNI ISDC (Lausanne). Z pozice členky mezinárodního týmu expertů při European Foundation Centre se sídlem v Bruselu měla možnost spolupůsobit při přípravě návrhu nařízení Rady o statutu pro evropskou nadaci (Fundatio Europea).
Aktivně se zapojuje i do diskuse o reformě soukromého práva v České republice, konečné podobě nového občanského zákoníku a dalších právních předpisů; je členkou expertní skupiny Komise pro aplikaci nové civilní legislativy při Ministerstvu spravedlnosti České republiky (KANCL) a Výboru pro financování a legislativu Rady vlády pro nestátní neziskové organizace.
Externě spolupracuje s řadou českých i zahraničních významných subjektů z oblasti komerční sféry i nestátních neziskových organizací. Příkladem mohou být Nadace Partnerství, Open Society Fund, Nadace Via, Junák - svaz skautů a skautek ČR, Česká rada dětí a mládeže. Od roku 2001 působí jako předsedkyně občanského sdružení Lávka, od roku 2016 je členkou správní rady Via Clarita. V roce 2014 převzala na Valném sněmu Junáka v Litomyšli Medaili skautské vděčnosti.
Působí jako členka Vědecké rady Právnické fakulty Masarykovy univerzity. Je také členkou panelu 408 Grantové agentury ČR (Law, Politology), vědecké rady Univerzity Palackého v Olomouci a rady Ústavu státu a práva Akademie věd ČR.

### Ústavní soudkyně
V červnu 2023 ji navrhl prezident Petr Pavel na funkci ústavní soudkyně. V červenci 2023 Pavlovu nominaci podpořil senátní ústavně-právní výbor i senátní výbor pro lidská práva. Na začátku srpna 2023 celý Senát PČR souhlasil s jejím jmenováním soudkyní Ústavního soudu ČR, získala 48 hlasů od 67 přítomných senátorů a senátorek. Dne 4. srpna 2023 ji prezident ČR Petr Pavel jmenoval ústavní soudkyní a zároveň místopředsedkyní Ústavního soudu ČR.

## Publikační činnost
Jde o autorku mnoha odborných monografií, článků a příspěvků a několika učebnic z oblasti občanského práva, především práva nadačního a spolkového.
Mezi nejvýznamnější publikace patří Soukromoprávní aspekty nadačního a spolkového práva v Čechách, ve Švýcarsku a v Nizozemí (Brno: Masarykova univerzita, 2004) a Tendence vývoje českého nadačního práva v rámci sjednocené Evropy (Brno: Masarykova univerzita, 2009). V roce 2012 byla v nakladatelství Wolters Kluwer vydána monografie s názvem Nové české nadační právo v evropském srovnání, která přináší komplexní analýzu dané právní oblasti včetně uceleného přehledu historického vývoje, současné situace a pravděpodobných trendů dalšího směřování nadačního sektoru v naší i dalších evropských zemích.
V roce 2014 se nemalou měrou podílela na zpracování komentáře k novému občanskému zákoníku (Lavický a kol. Občanský zákoník, Sv. I., C. H. Beck, Praha, 2014). Spolu se svými doktorandy a dalšími kolegy též vydala prakticky zaměřenou publikaci: Ronovská, K, Vitoul, V., Bílková, J.: Spolkové právo v otázkách a odpovědích (Leges, Praha, 2014).

## Osobní život
Je vdaná a má dva syny.

## Odborné recenze publikací
- TELEC, Ivo. Kateřina Ronovská: Nové české nadační právo v evropském srovnání. (Recenze). Bulletin advokacie, Praha, 2013, roč. 2013, č. 5, s. 59-59. ISSN 1210-6348.
- JANOUŠEK, Michal. Ronovská, Vitoul, Bílková a kol.: Nové spolkové právo v otázkách a odpovědích. (Recenze). Bulletin advokacie, Praha, 2014.
- ELIÁŠ, Karel. Ronovská K. Nové české nadační právo v evropském srovnání. Praha: Wolters Kluwer, 2012, XVIII + 327 s. Právník. 2013, roč. 152, č. 7, s. 729-731.
- MAGUROVÁ, Zuzana. Ronovská, K. Tendence vývoje českého nadačního práva v rámci sjednocené Evropy. In Právny obzor : teoretický časopis pre otázky štátu a práva, 2010, roč. 93, č. 3, s. 279-281. ISSN 0032-6984.
- TELEC, Ivo. Kateřina Ronovská, Soukromoprávní aspekty nadačního a spolkového práva v Česku, ve Švýcarsku a v Nizozemí. [Privatrechtliche Aspekte des Stiftungs und Vereinsrechts in Tschechien, in der Schweiz und in den Niederlanden. Brno: Masarykova univerzita 2004. Rabels Zeitschrift für ausländisches und internationales Privatrecht. RabelsZ, Berlin: Gruyter, 2008, roč. 72, č. 2, s. 448 - 451. ISSN 0033-7250.
- TELEC, Ivo. Kateřina Ronovská, Soukromoprávní aspekty nadačního a spolkového práva v Česku, ve Švýcarsku a v Nizozemí. Brno, Masarykova univerzita 2004, 355 s. [Recenze]. Právník : Teoretický časopis pro otázky státu a práva, Praha: Ústav státu a práva AV ČR, 2006, roč. 145, č. 10, s. 1237–1238. ISSN 0231-6625.